# Ferulago syriaca
Ferulago syriaca är en flockblommig växtart som beskrevs av Pierre Edmond Boissier. Ferulago syriaca ingår i släktet Ferulago och familjen flockblommiga växter. Inga underarter finns listade i Catalogue of Life.